# Pecei vöröshal
A Pecei vöröshal vagy termikus vöröshal, Racoviță vöröshala (Scardinius racovitzai) egy bentopelagiális édesvízi hal, amely a termálvizekben él, és 8,5-9,3 cm-re nő meg. Romániai vizekben őshonos.

## Élőhely
25-34 °C hőmérsékletű, gazdag növényzetű termálvizekben él. Ha 20 °C alatti hőmérsékletnek van kitéve, elpusztul. Társaságkedvelő hal, amely több tucat egyedből álló kis rajokat alkot.

## Előfordulása
Csak Románia északnyugati részén terjedt el, kevesebb mint 1 km2 nagyságú területen. Püspökfürdői (Püspökfürdő Természetvédelmi Terület) Pece-tóban és a rezervátumtól lefelé Rontóig. Veszélyeztetett faj, Románia vizeiben őshonos. G. Müller fedezte fel 1958-ban a Bihar megyei Püspökfürdői termáltó (Pețea patak medencéje) vizében. A Scardinius racovitzai tudományos nevet Müller adta a nagy román tudós, Emil Racoviță tiszteletére.

## Megjelenése
Testalkata magas, ovális keresztmetszetű, oldalirányban lapított, nyakának hátsó részén nem található púp. Feje domború hátvonalú; szélessége a standard testhossz 15–17%-át, míg hossza annak 28–31%-át teszi ki. Szája a fej végén helyezkedik el, félig vízszintes nyílással. A garatfogak két sorban rendeződnek. Az orrlyukakat egy árok választja el egymástól. A faroknyél hossza 1,3–1,7-szerese a magasságának. A hátúszó jócskán hátratolt helyzetű; elülső éle a test hátsó felében található, és jól láthatóan a hasúszók mögött kezdődik. A farokúszó villás formájú.

## Színe
A hát többé-kevésbé sötét smaragdzöld színű. A fej és a test oldalai fehérek, élénk, ezüstös fényű csillogással. A has fehér, az úszók tövénél időnként sárgás árnyalattal. Az írisz ezüstszínű, arany szegéllyel. Az úszók félig áttetszők. A hátúszó szürkés árnyalatú. A páros úszók, az anális úszó, valamint a farokúszó alsó lebenye sárgás színű, külső széleiken vörös szegéllyel.

## Táplálkozása
Elsősorban vízinövényeket, algákat és kovaalgákat fogyaszt, de étrendjét vízi gerinctelenek, rovarlárvák és kifejlett vízi rovarok, valamint zooplankton is kiegészíti.

## Szaporodása
Ívási időszaka február végétől március közepéig tart. A nőstények petéiket vízinövényekre rakják, amelyekhez azok megtapadnak.

## Gazdasági jelentősége
Nincs gazdasági értéke. Nagy érdeklődésre tart számot, mivel ritka, Romániában őshonos faj, valamint egyedülálló élőhelye a termálvizekben.

## Külső linkek
- Scardinius racovitzai Müller, 1958. FishBase
- Scardinius racovitzai . Az IUCN veszélyeztetett fajok vörös listája
- La scardola di Petzea, Scardinius racovitzai Müller, 1958. Ichthyos Egyesület Olaszország
- La scardola di Petzea, Scardinius racovitzai Müller, 1958. Ichthyos Egyesület Olaszország
- Vörös sügér ( Scardinius racovitzai )
- A Baile 1 Mai-i termáltó - a kihalás szélén áll. YouTube Videó